# 伊草村
伊草村（いぐさむら）はかつて埼玉県比企郡に存在していた村。
かつて、川越松山往還の伊草宿があったところである。

## 地理
- 現在の川島町の西南部。
- 河川：越辺川

## 歴史
- 1889年（明治22年）4月1日 - 町村制施行により、上伊草村、伊草宿、下伊草村、角泉（かくせん）村、安塚村、飯島村の6か村が合併し、伊草村が成立する。
- 1954年（昭和29年）11月3日 - 中山村、三保谷村、出丸村、八ツ保村、小見野村 と合併し、川島村が成立。
- 1972年（昭和47年）11月3日 - 町制施行により川島町となる。